# Denys Molčanov
Denys Molčanov (ukrajinsky Денис Петрович Молчанов, Denys Petrovyč Molčanov, * 16. května 1987 Kišiněv) je ukrajinský profesionální tenista, který v letech 2003–2006 reprezentoval rodné Moldavsko. Ve své dosavadní kariéře na okruhu ATP Tour vyhrál dva deblové turnaje. Na challengerech ATP a okruhu ITF získal třicet titulů ve dvouhře a šedesát devět ve čtyřhře.
Na žebříčku ATP byl ve dvouhře nejvýše klasifikován v lednu 2015 na 169. místě a ve čtyřhře v lednu 2024 na 58. místě. Trénuje ho otec Petr Molčanov.
V ukrajinském daviscupovém týmu debutoval v roce 2012 dněpropetrovskou 2. skupinou zóny Evropy a Afriky proti Monaku. V zápase vyhrál čtyřhru po boku Serhije Stachovského i závěrečnou dvouhru a přispěl k vítězství Ukrajinců 5–0 na zápasy. Již v letech 2003 a 2004 zasáhl do čtyř mezistátních duelů za moldavské družstvo, s poměrem 1–2 ve dvouhře a 1–0 ve čtyřhře. Do června 2025 v soutěži celkově nastoupil k dvaceti dvěma mezistátním utkáním s bilancí 3–4 ve dvouhře a 10–9 ve čtyřhře.
Ukrajinu reprezentoval na Letních olympijských hrách 2016 v Riu de Janeiru. V úvodu čtyřhry s Illjou Marčenkem podlehli Italům Fabiu Fogninimu s Andreasem Seppim.

## Soukromý život
Narodil se roku 1987 v Kišiněvě, tehdejší metropoli Moldavské SSR, součásti Sovětského svazu, do rodiny tenisového trenéra Petra Molčanova a Iriny Molčanovové. Má bratra Kirila Molčanova. Na univerzitě v Kyjevě vystudoval tělesnou výchovu. Tenis začal hrát v sedmi letech. Během kariéry prošel tenisovými akademiemi v Itálii, Španělsku a Spojených státech. Za silný úder uvedl volej a jako preferovaný povrch trávu.
Po zahájení ruské invaze na Ukrajinu v roce 2022, opustil s manželkou Kaťjou a dětmi dům ležící přibližně tři kilometry od Buči a Irpině. S rodinou se přestěhoval do Záhřebu, kde mu s adaptací pomohl deblový spoluhráč Franko Škugor.

## Tenisová kariéra
Dvouhru si na túře ATP nikdy nezahrál, když neprošel ani jednou z osmnácti kvalifikačních soutěží. Na okruhu ATP Tour debutoval lednovou čtyhrou Brisbane International 2012 po boku krajana Alexandra Dolgopolova. Časnou porážku jim přivodili členové druhé deblové desítky, Švéd Robert Lindstedt s Rumunem Horiou Tecăuem. V témže měsíci poprvé zasáhl i do grandslamu. S Dolgopolovem ale nezvládli vstup do Australian Open 2012 a podlehli slovensko-brazilské dvojici Michal Mertiňák a André Sá. Druhé kolo si pak zahráli na French Open 2012, v němž je vyřadili čtrnáctí nasazení Italové Daniele Bracciali s Potitem Staracem.
První vyhraný zápas mimo grandslam si na okruhu ATP připsal během antverpského European Open 2016. V páru s krajanem Illjou Marčenkem přehráli německo-ruský pár Frank Moser a Michail Južnyj, než je zastavili poudější vítězové Daniel Nestor s Édouardem Rogerem-Vasselinem až dvoubodovým rozdílem v supertiebreaku. Kariérní maximum vylepšil o rok později, semifinálem na říjnovém Kremlin Cupu 2017, kde startoval s Kolumbijcem Juanem Sebastiánem Cabalem. Do moskevského finále je však nepustili Bělorus Max Mirnyj s Rakušanem Philippem Oswaldem. V souboji o titul se objevil na gstaadském Swiss Open 2018, v němž se Slovákem Igorem Zelenayem neuspěli. Finálový duel prohráli s Italy Danielem Braccialim a Matteem Berrettinim, který před turnajem nevyhrál žádný deblový zápas na okruhu.
Premiérovou trofej vybojoval na halovém Open 13 Provence 2022 v Marseille, s vítězem dvouhry a členem singlové světové desítky Andrejem Rubljovem. Všechna utkání rozhodli až ziskem supertiebreaku. V závěrečném klání zdolali jihoafricko-japonské turnajové dvojky Ravena Klaasena s Benem McLachlanem. Ve čtyřhře odehráli první společný turnaj. Podruhé triumfoval na říjnovém Stockholm Open 2023. S Kazachstáncem Andrejem Golubjevem v úvodu vyřadili nejvýše nasazené Argenince, světovou jedenáctku Andrése Molteniho a dvanáctku Máxima Gonzáleze. Ve finále si poradili s indicko-britskou dvojici Juki Bhambri a Julian Cash, přestože v úvodní sadě odvrátili jeden setbol.

## Finále na okruhu ATP Tour

### Čtyřhra: 3 (2–1)
| Legenda                   |
| ------------------------- |
| Grand Slam (0)            |
| Turnaj mistrů (0)         |
| ATP Tour Masters 1000 (0) |
| ATP Tour 500 (0)          |
| ATP Tour 250 (2–1)        |

| Stav      | č. | datum         | turnaj             | kategorie | povrch    | spoluhráč       | soupeři ve finále                   | výsledek           |
| --------- | -- | ------------- | ------------------ | --------- | --------- | --------------- | ----------------------------------- | ------------------ |
| Finalista | 1. | červenec 2018 | Gstaad, Švýcarsko  | ATP 250   | antuka    | Igor Zelenay    | Matteo Berrettini Daniele Bracciali | 6–7(2–7), 6–7(5–7) |
| Vítěz     | 1. | únor 2022     | Marseille, Francie | ATP 250   | tvrdý (h) | Andrej Rubljov  | Raven Klaasen Ben McLachlan         | 4–6 7–5 [10–7]     |
| Vítěz     | 2. | říjen 2023    | Stockholm, Švédsko | ATP 250   | tvrdý (h) | Andrej Golubjev | Juki Bhambri Julian Cash            | 7–6(10–8), 6–2     |

## Tituly na challengerech ATP a okruhu ITF
| Legenda                  |
| ------------------------ |
| D – dvouhra; Č – čtyřhra |
| Challengery (0 D; 39 Č)  |
| ITF (15 D; 30 Č)         |

### Dvouhra (15 titulů)
| Č.  | datum         | turnaj                         | okruh   | povrch    | poražený finalista        | výsledek           |
| --- | ------------- | ------------------------------ | ------- | --------- | ------------------------- | ------------------ |
| 1.  | květen 2009   | Krakov, Polsko                 | Futures | antuka    | Błażej Koniusz            | 6–3, 6–2           |
| 2.  | květen 2011   | Adana, Turecko                 | Futures | antuka    | Carlos Calderón Rodríguez | 6–3, 6–0           |
| 3.  | květen 2011   | Samsun, Turecko                | Futures | tvrdý     | Alexandre Folie           | 7–5, 7–6(7–5)      |
| 4.  | květen 2011   | Antalya, Turecko               | Futures | tvrdý     | Paris Gemouchidis         | 6–0, 7–5           |
| 5.  | řijen 2012    | Astana, Kazachstán             | Futures | tvrdý (h) | Alexandr Rumjancev        | 6–4, 6–4           |
| 6.  | březen 2014   | Joškar-Ola, Rusko              | Futures | tvrdý (h) | Michail Birjukov          | 6–4, 6–0           |
| 7.  | duben 2014    | Namangan, Uzbekistán           | Futures | tvrdý     | Volodymyr Užylovskyj      | 6–3, 7–6(7–2)      |
| 8.  | květen 2014   | Andižan, Uzbekistán            | Futures | tvrdý     | Richard Muzajev           | 6–1, 6–2           |
| 9.  | červen 2014   | Petrovo-Krasnosillja, Ukrajina | Futures | tvrdý     | Vladyslav Manafov         | 6–1, 2–0skreč      |
| 10. | červen 2014   | Petrovo-Krasnosillja, Ukrajina | Futures | tvrdý     | Sébastien Boltz           | 7–5, 6–2           |
| 11. | srpen 2014    | Astana, Kazachstán             | Futures | tvrdý     | Čchen Tchi                | 6–3, 6–4           |
| 12. | červen 2015   | Andižan, Uzbekistán            | Futures | tvrdý     | Nikola Milojević          | 2–6, 7–6(7–3), 6–4 |
| 13. | srpen 2015    | Minsk, Bělorusko               | Futures | tvrdý     | Jegor Gerasimov           | 6–4, 7–5           |
| 14. | listopad 2015 | Šarm aš-Šajch, Egypt           | Futures | tvrdý     | Aldin Šetkić              | 4–6, 6–4, 6–2      |
| 15. | prosinec 2015 | Šarm aš-Šajch, Egypt           | Futures | tvrdý     | Mikołaj Jędruszczak       | 6–1, 6–2           |

### Čtyřhra (69 titulů)
| Č.  | datum         | turnaj                            | okruh      | povrch      | spoluhráč             | poražení finalisté                         | výsledek                     |
| --- | ------------- | --------------------------------- | ---------- | ----------- | --------------------- | ------------------------------------------ | ---------------------------- |
| 1.  | srpen 2006    | Craiova, Rumunsko                 | Futures    | antuka      | Oleksandr Nedověsov   | Cătălin-Ionuț Gârd Marcel-Ioan Miron       | 6–4, 6–1                     |
| 2.  | srpen 2006    | Arad, Rumunsko                    | Futures    | antuka      | Oleksandr Nedověsov   | Adrian Cruciat Marcel-Ioan Miron           | 6–4, 6–2                     |
| 3.  | červen 2007   | Čerkasy, Ukrajina                 | Futures    | antuka      | Andrei Gorban         | Sergej Betov Vladyslav Klymenko            | 5–7, 6–3, 6–2                |
| 4.  | srpen 2007    | Moskva, Rusko                     | Futures    | antuka      | Alexandr Krasnoruckij | Artem Sitak Dmitrij Sitak                  | 6–4, 6–2                     |
| 5.  | leden 2008    | Albufeira, Portugalsko            | Futures    | tvrdý       | Érik Chvojka          | Bas van der Valk Boy Westerhof             | 6–4, 5–7, [14–12]            |
| 6.  | březen 2008   | Abidžan, Pobřezí Slonoviny        | Futures    | tvrdý       | Boy Westerhof         | Ivan Anikanov Alexander Satschko           | 7–6(7–4), 7–6(7–3)           |
| 7.  | červen 2008   | Čerkasy, Ukrajina                 | Futures    | antuka      | Artem Smirnov         | Ilja Beljajev Sergej Kroťjuk               | 7–6(7–4), 6–4                |
| 8.  | červen 2008   | Illičivsk, Ukrajina               | Futures    | antuka      | Artem Smirnov         | Jevgenij Donskoj Viktor Kozin              | 6–3, 6–7(3–7), [12–10]       |
| 9.  | srpen 2008    | Almaty, Kazachstán                | Challenger | antuka      | Alexandr Krasnoruckij | Syrym Abduchalikov Alex Bogomolov          | 3–6, 6–3, [10–2]             |
| 10. | listopad 2008 | Fudžajra, Spojené arabské emiráty | Futures    | tvrdý       | Ivan Sergejev         | Thomas Kromann Filip Prpic                 | 2–6, 7–5, [10–5]             |
| 11. | květen 2009   | Koper, Slovinsko                  | Futures    | antuka      | Milos Raonic          | Roman Jebavý David Novák                   | 7–5, 5–7, [10–5]             |
| 12. | srpen 2009    | Almaty, Kazachstán                | Challenger | tvrdý       | Jang Cung-chua        | Pierre-Ludovic Duclos Alexej Kedrjuk       | 4–6, 7–6(7–5), [11–9]        |
| 13. | duben 2010    | Andižan, Uzbekistán               | Futures    | tvrdý       | Alexandr Kudrjavcev   | Michail Jelgin Alexej Kedrjuk              | 6–2, 6–1                     |
| 14. | řijen 2010    | Antalya, Turecko                  | Futures    | tvrdý       | Kamil Čapkovič        | Barış Ergüden Philip Orno                  | 6–4, 7–6(7–1)                |
| 15. | leden 2011    | Antalya, Turecko                  | Futures    | tvrdý       | Artem Smirnov         | Marin Draganja Dino Marcan                 | 6–2, 6–2                     |
| 16. | únor 2011     | Antalya, Turecko                  | Futures    | tvrdý       | Sergej Betov          | Michal Konečný Ruan Roelofse               | 6–4, 6–1                     |
| 17. | březen 2011   | Antalya, Turecko                  | Futures    | tvrdý       | Radu Albot            | Roman Jebavý Adrian Sikora                 | 6–7(3–7), 6–3, [12–10]       |
| 18. | květen 2011   | Samsun, Turecko                   | Futures    | tvrdý       | Andrei Ciumac         | Sam Barry Barry King                       | 7–6(7–3), 2–6, [10–8]        |
| 19. | květen 2011   | Antalya, Turecko                  | Futures    | tvrdý       | Andrei Ciumac         | Daniel Glancy Barry King                   | 7–5, 7–6(7–3)                |
| 20. | červen 2011   | Martos, Španělsko                 | Futures    | tvrdý       | Harri Heliövaara      | Ilja Beljajev Steven Diez                  | 6–3, 6–4                     |
| 21. | červenec 2011 | Astana, Kazachstán                | Challenger | tvrdý (h)   | Konstantin Kravčuk    | Arnau Brugués Davi Malek Džazírí           | 7–6(7–4), 6–7(1–7), [10–3]   |
| 22. | srpen 2011    | Astana, Kazachstán                | Futures    | tvrdý       | Roman Jebavý          | Vitalij Rešetnikov Ilja Starkov            | 6–4, 6–4                     |
| 23. | září 2011     | Taškent, Uzbekistán               | Challenger | tvrdý       | Harri Heliövaara      | John Paul Fruttero Raven Klaasen           | 7–6(7–5), 7–6(7–3)           |
| 24. | duben 2012    | Mersin, Turecko                   | Challenger | antuka      | Radu Albot            | Alessandro Motti Simone Vagnozzi           | 6–0, 6–2                     |
| 25. | červenec 2012 | Astana, Kazachstán                | Challenger | tvrdý (h)   | Konstantin Kravčuk    | Karol Beck Kamil Čapkovič                  | 6–4, 6–3                     |
| 26. | srpen 2012    | Pozoblanco, Španělsko             | Challenger | tvrdý       | Konstantin Kravčuk    | Adrian Mannarino Maxime Teixeira           | 6–3, 6–3                     |
| 27. | září 2012     | Lermontov, Rusko                  | Challenger | antuka      | Konstantin Kravčuk    | Andrej Golubjev Jurij Ščukin               | 6–3, 6–4                     |
| 28. | řijen 2012    | Almaty, Kazachstán                | Futures    | tvrdý (h)   | Jaan-Frederik Brunken | Marcin Gawron Andriej Kapaś                | 3–6, 6–0, [10–7]             |
| 29. | duben 2013    | Savannah, Spojené státy           | Challenger | antuka      | Teimuraz Gabašvili    | Michael Russell Tim Smyczek                | 6–2, 7–5                     |
| 30. | březen 2014   | Joškar-Ola, Rusko                 | Futures    | tvrdý (h)   | Michail Birjukov      | Denis Macukevič Stanislav Vovk             | 7–6(7–5), 6–7(11–13), [10–5] |
| 31. | květen 2014   | Andižan, Uzbekistán               | Futures    | tvrdý       | Denis Macukevič       | Danijar Duldajev Volodymyr Užylovskyj      | 7–5, 7–5                     |
| 32. | červen 2014   | Petrovo-Krasnosillja, Ukrajina    | Futures    | tvrdý       | Sergej Bubka          | Olexij Kolisnyk Alexandr Lebeďyn           | 6–3, 6–2                     |
| 33. | listopad 2014 | Brescia, Itálie                   | Challenger | koberec (h) | Illja Marčenko        | Roman Jebavý Błażej Koniusz                | 7–6(7–4), 6–3                |
| 34. | únor 2015     | Dallas, Spojené státy             | Challenger | tvrdý (h)   | Andrej Rubljov        | Hans Hach Luis Patiño                      | 6–4, 7–6(7–5)                |
| 35. | červen 2015   | Andižan, Uzbekistán               | Futures    | tvrdý       | Denis Macukevič       | Markos Kalovelonis Šonigmatjon Šofajzijev  | 3–6, 7–6(7–5), [14–12]       |
| 36. | srpen 2015    | Astana, Kazachstán                | Challenger | tvrdý       | Konstantin Kravčuk    | Čong Jun-song Jurabek Karimov              | 6–2, 6–2                     |
| 37. | srpen 2015    | Segovia, Španělsko                | Challenger | tvrdý       | Alexandr Kudrjavcev   | Aleksandr Buryj Andreas Siljeström         | 6–2, 6–4                     |
| 38. | září 2015     | Vsevoložsk, Rusko                 | Futures    | antuka      | Jaraslav Šyla         | Alexandr Bublik Richard Muzajev            | 6–2, 7–6(7–3)                |
| 39. | řijen 2015    | Ağrı, Turecko                     | Challenger | tvrdý       | Konstantin Kravčuk    | Alexandr Igošin Jaraslav Šyla              | 6–3, 7–6(7–4)                |
| 40. | listopad 2015 | Su-čou, Čína                      | Challenger | tvrdý       | Lee Sin-chan          | Kung Mao-sin Pcheng Sien-jin               | 3–6, 7–6(7–5), [10–4]        |
| 41. | březen 2016   | Kanton, Čína                      | Challenger | tvrdý       | Alexandr Kudrjavcev   | Sančaj Ratiwatana Sončat Ratiwatana        | 6–2, 6–2                     |
| 42. | duben 2016    | Ra'anana, Izrael                  | Challenger | tvrdý       | Konstantin Kravčuk    | Jonatan Erlich Philipp Oswald              | 4–6, 7–6(7–1), [10–4]        |
| 43. | řijen 2016    | Kyjev, Ukrajina                   | Futures    | tvrdý       | Igor Karpovec         | Oleg Prihodko Daniil Zaričanskyj           | 6–4, 6–3                     |
| 44. | březen 2017   | Šarm aš-Šajch, Egypt              | Futures    | tvrdý       | Artem Smirnov         | Lloyd Harris Nicolaas Scholtz              | bez boje                     |
| 45. | březen 2017   | Šarm aš-Šajch, Egypt              | Futures    | tvrdý       | Artem Smirnov         | Gijs Brouwer Jelle Sels                    | 6–1, 6–2                     |
| 46. | květen 2017   | Karši, Uzbekistan                 | Challenger | tvrdý       | Serhij Stachovskyj    | Kevin Krawietz Adrián Menéndez Maceiras    | 6–4, 7–6(9–7)                |
| 47. | září 2017     | Kremenčuk, Ukrajina               | Futures    | antuka      | Vladyslav Manafov     | Dmytro Kamynin Daniil Zaričanskyj          | 5–7, 6–4, [10–8]             |
| 48. | únor 2018     | Šymkent, Kazachstán               | Futures    | tvrdý (h)   | Vladyslav Manafov     | Vladimir Ivanov Jevgenij Ťurněv            | 7–6(7–4), 3–6, [10–6]        |
| 49. | březen 2018   | Ču-chaj, Čína                     | Challenger | tvrdý       | Igor Zelenay          | Aleksandr Buryj Pcheng Sien-jin            | 7–5, 7–6(7–4)                |
| 50. | duben 2018    | Barletta, Itálie                  | Challenger | antuka      | Igor Zelenay          | Ariel Behar Máximo González                | 6–1, 6–2                     |
| 51. | duben 2018    | Tunis, Tunisko                    | Challenger | antuka      | Igor Zelenay          | Jonathan Eysseric Joe Salisbury            | 7–6(7–4), 6–2                |
| 52. | červen 2018   | Prostějov, Česko                  | Challenger | antuka      | Igor Zelenay          | Pablo Cuevas Martín Cuevas                 | 4–6, 6–3, [10–7]             |
| 53. | srpen 2018    | Cordenons, Itálie                 | Challenger | antuka      | Igor Zelenay          | Andrej Martin Daniel Muñoz de la Nava      | 3–6, 6–3, [11–9]             |
| 54. | listopad 2018 | Bratislava, Slovensko             | Challenger | tvrdý (h)   | Igor Zelenay          | Ramkumar Ramanathan Andrej Vasilevskij     | 6–2, 3–6, [11–9]             |
| 55. | duben 2019    | Barletta, Itálie                  | Challenger | antuka      | Igor Zelenay          | Tomislav Brkić Tomislav Draganja           | 7–6(7–1), 6–4                |
| 56. | duben 2019    | Francavilla, Itálie               | Challenger | antuka      | Igor Zelenay          | Guillermo Durán David Vega Hernández       | 6–3, 6–2                     |
| 57. | říjen 2019    | Brest, Francie                    | Challenger | tvrdý (h)   | Andrej Vasilevskij    | Andrea Vavassori David Vega Hernández      | 6–3, 6–1                     |
| 58. | leden 2020    | Bendigo, Austrálie                | Challenger | tvrdý       | Nikola Ćaćić          | Marcelo Arévalo Jonny O'Mara               | 7–6(7–3), 6–4                |
| 59. | leden 2021    | Antalya, Turecko                  | Challenger | antuka      | Oleksandr Nedověsov   | Luis David Martínez David Vega Hernández   | 3–6, 6–4, [18–16]            |
| 60. | únor 2021     | Antalya, Turecko                  | Challenger | antuka      | Oleksandr Nedověsov   | Robert Galloway Alex Lawson                | 6–4, 7–6(7–2)                |
| 61. | únor 2021     | Nur-Sultan, Kazachstán            | Challenger | tvrdý (h)   | Oleksandr Nedověsov   | Nathan Pasha Max Schnur                    | 6–4, 6–4                     |
| 62. | červen 2021   | Bratislava, Slovensko             | Challenger | antuka      | Oleksandr Nedověsov   | Sander Arends Luis David Martínez          | 7–6(7–5), 6–1                |
| 63. | řijen 2021    | Alicante, Španělsko               | Challenger | tvrdý       | David Vega Hernández  | Romain Arneodo Matt Reid                   | 6–4, 6–2                     |
| 64. | listopad 2022 | Bratislava, Slovensko             | Challenger | tvrdý (h)   | Oleksandr Nedověsov   | Petr Nouza Andrew Paulson                  | 4–6, 6–4, [10–6]             |
| 65. | květen 2023   | Turín, Itálie                     | Challenger | antuka      | Andrej Golubjev       | Nathaniel Lammons John Peers               | 7–6(7–4), 6–7(6–8), [10–5]   |
| 66. | červenec 2023 | Milán, Itálie                     | Challenger | antuka      | Jonathan Eysseric     | Théo Arribagé Luca Sanchez                 | 6–2, 6–4                     |
| 67. | červenec 2023 | Salcburk, Rakousko                | Challenger | antuka      | Andrej Golubjev       | Anirudh Čandrasekar Vidžaj Sundar Prašanth | 6–4, 7–6(10–8)               |
| 68. | srpen 2024    | Como, Itálie                      | Challenger | antuka      | Victor Vlad Cornea    | Alexandru Jecan Ivan Ljutarevič            | 6–2, 6–3                     |
| 69. | květen 2025   | Praha, Česko                      | Challenger | antuka      | Matěj Vocel           | David Pichler Jurij Rodionov               | 7–6(7–3), 6–3                |

Vysvětlivky
1. ↑  Kvůli dešti finále hráno na tvrdém povrchu v hale.